# Сумган-Кутук
Сумган-Кутук (рос. Сумган-Кутук) — печера в Башкортостані, Росія. Печера комплексного (горизонтально-вертикального) типу простягання. Загальна протяжність — 9860 м. Глибина печери становить 130 м. Категорія складності проходження ходів печери — 3Б. Печера відноситься до Кутукського підрайону Бельсько-Нугуського району Південної області Західноуральської спелеологічної провінції.